# All That You Can't Leave Behind
All That You Can't Leave Behind är U2:s tionde studioalbum. Det utgavs 30 oktober 2000.
Innan albumet släpptes gick många rykten. Framförallt The Edge menade att man hittat tillbaka till det "gamla soundet". Daniel Lanois och Brian Eno, som producerade The Unforgettable Fire, The Joshua Tree och Achtung Baby, hade anlitats på nytt.
Till skillnad från bandets mer experimentella album från 1990-talet, är All That You Can't Leave Behind mer "normal" rock = gitarr, bas och trummor. Adam Clayton beskrev texterna som: mindre poetiska, mindre romantiska men mer äkta och genuina än tidigare. Det politiska engagemanget finns, till exempel i Walk On (som är tillägnad Aung San Suu Kyi) och Peace on Earth (om bombdådet i Omagh 1998). Stuck in a Moment You Can't Get Out Of skrev Bono för sin vän Michael Hutchence, som begick självmord 1997. Texten till The Ground Beneath Her Feet skrevs av Salman Rushdie.
Efter att ha fått massiv kritik från stora delar av fans och media för 1997 års Pop och senare Popmart Tour, hyllades U2 för albumet. En del anser att det är deras tredje mästerverk (efter The Joshua Tree och Achtung Baby). Albumet gick direkt in på förstaplatsen i 28 länder och har sålt i över 12 miljoner exemplar. Vid Grammy Awards belönades bandet med sammanlagt sju priser åren 2001 och 2002.

## Låtlista
All musik skriven av U2, texter av Bono förutom "Stuck in a Moment You Can't Get Out Of", "Kite" och "When I Look at the World" (Bono och The Edge); texten till "The Ground Beneath Her Feet" är skriven av Salman Rushdie.
1. "Beautiful Day" – 4:06
2. "Stuck in a Moment You Can't Get Out Of" – 4:33
3. "Elevation" – 3:48
4. "Walk On" – 4:57
5. "Kite" – 4:25
6. "In A Little While" – 3:40
7. "Wild Honey" – 3:47
8. "Peace On Earth" – 4:49
9. "When I Look at the World" – 4:14
10. "New York" – 5:31
11. "Grace" – 5:45
12. "The Ground Beneath Her Feet" – 3:43 (Endast i Japan och Storbritannien)

1. ↑  läs online, www.grammy.com , läst: 11 mars 2021.[källa från Wikidata]